# Розвеница (гмина)
Розвеница (пол. Roźwienica) — сельская гмина (волость) в Польше, входит как административная единица в Ярославский повет, Подкарпатское воеводство. Население — 6447 человек (на 2004 год).

## Демография
| Перепись                       | Всего   | Всего | Женщины | Женщины | Мужчины | Мужчины |
| ------------------------------ | ------- | ----- | ------- | ------- | ------- | ------- |
| Единицы                        | человек | %     | человек | %       | человек | %       |
| Население                      | 6447    | 100   | 3276    | 50,8    | 3171    | 49,2    |
| Плотность населения (чел./км²) | 91,2    | 91,2  | 46,3    | 46,3    | 44,9    | 44,9    |

## Сельские округа
1. Быстровице
2. Хожув
3. Чонстковице
4. Чудовице
5. Розвеница
6. Рудоловице
7. Тынёвице
8. Венгерка
9. Венцковице
10. Воля-Розвеницка
11. Воля-Венгерска

## Соседние гмины
1. Гмина Хлопице
2. Гмина Кшивча
3. Гмина Павлосюв
4. Гмина Прухник
5. Гмина Рокетница
6. Гмина Зажече